# Averrhoa
Averrhoa L., 1753 è un genere di piante da fiore della famiglia delle Oxalidacee. Sono alberi delle zone tropicali.

## Etimologia
Il nome del genere deriva da Averroè, astronomo, medico e filosofo del secolo XIII.

## Tassonomia
Il genere comprende le seguenti specie:
- Averrhoa bilimbi L.
- Averrhoa carambola L.
- Averrhoa dolichocarpa Rugayah & Sunarti
- Averrhoa leucopetala Rugayah & Sunarti
- Averrhoa microphylla Tardieu